# Mattapoisett Center
Mattapoisett Center é um lugar designado pelo censo localizado no condado de Plymouth no estado estadounidense de Massachusetts. No Censo de 2010 tinha uma população de 2.915 habitantes e uma densidade populacional de 248,01 pessoas por km².

## Geografia
Mattapoisett Center encontra-se localizado nas coordenadas 41° 39′ 57″ N, 70° 48′ 26″ O. Segundo a Departamento do Censo dos Estados Unidos, Mattapoisett Center tem uma superfície total de 11,75 km², da qual 11,75 km² correspondem a terra firme e (0%) 0 km² é água.

## Demografia
Segundo o censo de 2010, tinha 2.915 pessoas residindo em Mattapoisett Center. A densidade populacional era de 248,01 hab./km². Dos 2.915 habitantes, Mattapoisett Center estava composto pelo 96,57% brancos, o 0,55% eram afroamericanos, o 0,03% eram amerindios, o 0,51% eram asiáticos, o 0,03% eram insulares do Pacífico, o 1,03% eram de outras raças e o 1,27% pertenciam a duas ou mais raças. Do total da população o 0,72% eram hispanos ou latinos de qualquer raça.